# 锡勒伊
锡勒伊（法語：Sireuil，法語發音：[siʁœj]）是法国夏朗德省的一个市镇，属于昂古莱姆区。

## 地理
锡勒伊（45°36'56"N, 0°0'35"E）面积10.01 平方千米，位于法国新阿基坦大区夏朗德省，该省份为法国西部内陆省份，北起德塞夫勒省和维埃纳省，东临上维埃纳省，东南至多尔多涅省，南至多爾多涅省，西接滨海夏朗德省。
与锡勒伊接壤的市镇（或旧市镇、城区）包括：尚米永、内尔萨克、鲁莱-圣埃斯泰夫、特鲁瓦帕利、莫纳克-圣西默。

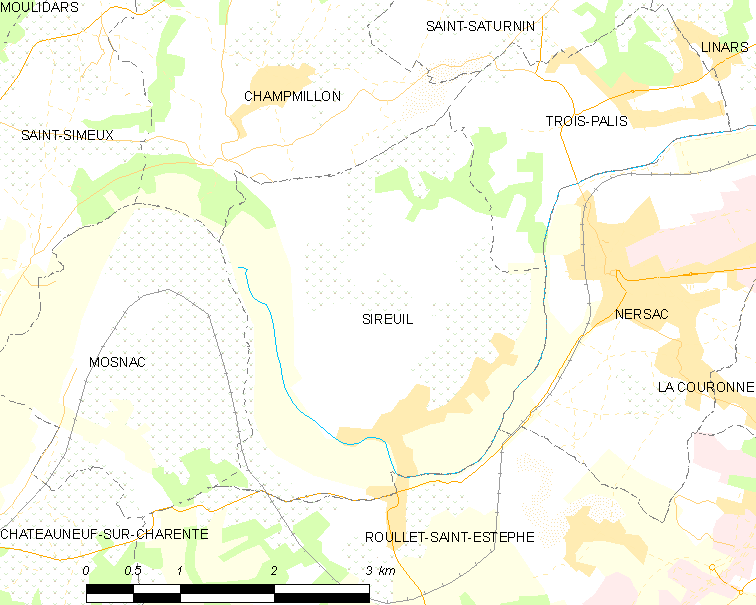
锡勒伊的OSM定位图

锡勒伊的时区为UTC+01:00、UTC+02:00（夏令时）。

## 行政
锡勒伊的邮政编码为16440，INSEE市镇编码为16370。

## 政治
锡勒伊所属的省级选区为努埃尔河谷县。

## 人口

1962-2008年间锡勒伊人口变化图示

锡勒伊于2022年1月1日时的人口数量为1166人。